# Leioproctus eugeniarum
Leioproctus eugeniarum är en biart som först beskrevs av Cockerell 1912.  Leioproctus eugeniarum ingår i släktet Leioproctus och familjen korttungebin. Inga underarter finns listade i Catalogue of Life.